# Sebastián Vázquez Bernal
Sebastián Vázquez Bernal, (Fray Bentos, 4 de septiembre de 1985) es un baloncestista uruguayo que actualmente juega en Nacional de Fray Bentos de la Liga Regional de Básquetbol de Soriano. Con 1,96 metros de altura, juega en la posición de alero.

## Carrera profesional
Formado en la cantera de Nacional de Fray Bentos, en 2000 fue reclutado por Biguá. Sin embargo su debut como profesional llegaría en 2002 vistiendo la camiseta de Olimpia, club que le dio la posibilidad de jugar en el Campeonato Federal.
Vázquez estuvo presente en la primera edición de la Liga Uruguaya de Básquetbol en 2003, habiendo sido cedido por Olimpia al club fraybentino Anastasia. Luego de esa experiencia retornó a Olimpia para jugar la última edición del Campeonato Federal en el segundo semestre de 2003 y la Liga Sudamericana de Clubes 2004.
Para la primera edición de la Liga Uruguaya de Ascenso disputada en 2004 se incorporó a Capitol.
Arrancó la temporada 2004-05 en Olimpia, pero en noviembre se presentó al primer draft de la LUB, por lo que fue escogido por Anastasia para disputar el título en lugar de jugar por la permanencia. De todos modos para fines de enero de 2005 ya estaba de regreso con los de Villa Colón para disputar la edición 2005 de la Liga Sudamericana de Clubes de Baloncesto.
El Torneo Metropolitano 2005 lo disputó como miembro de Tabaré, consagrándose campeón con el equipo y siendo reconocido como MVP del certamen. Al año siguiente, luego de una buena temporada con Olimpia, volvió a guiar a su equipo -esta vez Welcome- a la conquista del Torneo Metropolitano. Y en el 2007, luego de que Olimpia quedase eliminado en semifinales de los playoffs de la temporada 2006-07 y actuase en la Liga Sudamericana de Clubes, jugó nuevamente el Torneo Metropolitano con Bohemios para conseguir su tercera corona de la categoría.
En el torneo clasificatorio de la temporada 2007-08 de la LUB su club, Olimpia, hizo una muy mala campaña, por lo que Vázquez quedó disponible para presentarse al draft. En esa ocasión Unión Atlética lo escogió con la primera selección de la primera ronda.
Para el Torneo Metropolitano 2008 fichó con Larrañaga, pero dejó la competición antes de que concluyera para jugar con la selección nacional.
A la inversa que la temporada anterior, en la temporada 2008-09 arrancó jugando con Unión Atlética y en el draft realizado tras el torneo clasificatorio fue elegido por Olimpia.
En el Torneo Metropolitano 2009 haría su última participación como jugador sub-25, jugando nuevamente para Larrañaga, equipo que se quedaría en las puertas del ascenso.
En 2010 su equipo, Unión Atlética, terminó tercero, sin embargo en marzo de ese año dio postivo para cocaína en un control antidopaje, por lo que recibió una suspensión de dos años. Pese a todo, Biguá le ofreció un contrato para la temporada 2010-11, confiando en que la sanción sería perdonada. Finalmente el alero se incorporó al equipo en enero de 2011, colaborando en la fase final del torneo y jugando los playoffs donde Biguá finalizó como subcampeón.
Regresó a Olimpia para la temporada 2011-12. En el draft de enero de 2012 fue elegido por Defensor Sporting para reforzar al equipo que disputaría la fase de la Súper Liga.
Su relación con el club de Parque Rodó se extendió hasta 2014, año en que fue contratado por Goes. En ese club jugaría hasta 2018, dejando al equipo en dos ocasiones para incursionar en la Liga Nacional de Básquet de Argentina: en marzo de 2016 para remplazar a David Noel en Libertad de Sunchales y en abril de 2018 para sustituir a Clay Tucker en Estudiantes Concordia.
Aunque había manifestado su deseo de permanecer en Goes hasta su retiro, en julio de 2018 se incorporó al club argentino Olímpico, que supuso que podía ocupar un puesto en la LNB más formal que el de un sustituto temporario. Sin embargo en diciembre de ese mismo año fue cortado del equipo por su bajo rendimiento. Una semana después volvió a su país para sumarse a Malvín.
En agosto de 2019 sorprendió al mundo del básquetbol uruguayo al anunciar su incorporación a Pacaembú de Mercedes, equipo que militaba en la Liga Regional de Básquetbol de Soriano. Sin embargo en noviembre de 2019 reforzó a Nacional en la Liga Sudamericana de Clubes y en febrero de 2020 regresó a la LUB para jugar en Olimpia, sustituyendo a un lesionado Iván Lorente. Sin embargo el inicio de la pandemia de COVID-19 unas semanas después marcó el final de su participación en el equipo.
En 2021 volvió a disputar el campeonato de segunda división del baloncesto uruguayo, esta vez con los colores de 25 Agosto, equipo que terminó penúltimo. Tras ello, regresó ahora sí a Fray Bentos con la idea de instalarse en la localidad, jugar en equipos de la Liga Regional de Básquetbol de Soriano y contribuir con el desarrollo tanto del básquetbol masculino como del femenino en la zona.

## Selección nacional
Vázquez participó del Campeonato Sudamericano de Baloncesto Sub-21 de 2004.
Con la selección absoluta disputó el Campeonato Sudamericano de Baloncesto en sus ediciones de 2008, 2012 y 2016, y el Campeonato FIBA Américas en las de 2011, 2013 y 2017. 
En 2011 también integró el combinado uruguayo que jugó la Copa Oscar Moglia y el torneo de básquetbol de los Juegos Panamericanos.

## Vida personal
Es hermano del futbolista profesional Excequiel Vázquez.